# 伊佐山建志
伊佐山 建志（いさやま たけし 1943年3月8日 - ）は、日本の通産官僚、実業家。位階は従四位。元特許庁長官。2001年より日産自動車副会長。

## 来歴・人物
静岡県出身。桐朋高校を経て、東京大学法学部第2類（公法コース）卒業後の1967年に、通産省入省。貿易局貿易振興部属。1971年 ハーバード大学ケネディ・スクール修了（行政修士） 。
1981年 ジェトロニューヨーク本部産業調査員、機械情報産業局航空機武器課長、産業機械課長、大臣官房会計課長、通商政策局経済協力部長などを経て、1994年7月通商政策局次長に。その間、米通商代表部との日米自動車交渉、日米半導体交渉に当たり、またAPEC、WIPO日本代表。
また、通商・貿易畑が長かったためか、高島章（特許庁長官、1963年入省）、細川恒（通商産業審議官、1964年入省）、そして同期の中野正孝らと共に非主流派の「通産省四人組」などとマスメディアに括られ、熊谷弘通産大臣が熊野英昭次官に内藤正久産業政策局長の退任を迫り、その後も省内外を巻き込んだ人事抗争に発展した騒動の渦中にもあった（通産省4人組事件）。
1996年8月から貿易局長、1997年7月から通商政策局長、1998年6月から1999年8月まで特許庁長官。退官後は日産自動車入社。2001年から副会長。2000年から2001年 までスタンフォード大学アジア太平洋リサーチセンター客員教授。
三井海上火災保険株式会社顧問、財団法人機械システム振興協会顧問、社団法人日本自動車工業会理事、社団法人国際経済政策調査会理事、財団法人日産科学振興財団評議員、財団法人新技術開発財団評議員等を歴任。現在はカーライル・グループ日本法人の会長。
2015年春の叙勲で瑞宝重光章受章。

## 同期
通産省同期入省者に細田博之、稲川泰弘（資源エネルギー庁長官）、中野正孝（生活産業局長で1996年退任）、白川進（基礎産業局長）、落合俊雄などがいる。同期から次官は出ていない。